# 丁綝
丁 綝（てい ちん、生没年不詳）は、中国の新代から後漢時代初期にかけての武将。字は幼春。豫州潁川郡定陵県の人。後漢草創期の功臣の1人。子は丁鴻・丁盛。

## 事跡
| 姓名           | 丁綝                                            |
| 時代           | 新代 - 後漢時代                                 |
| 生没年         | 〔不詳〕                                        |
| 字・別号       | 幼春（字）                                      |
| 本貫・出身地等 | 豫州潁川郡定陵県                                |
| 職官           | 潁陽県尉〔新〕→偏将軍〔更始〕 →河南太守〔後漢〕 |
| 爵位・号等     | 新安郷侯〔後漢〕→陵陽侯〔後漢〕                 |
| 陣営・所属等   | 王莽→更始帝→劉秀（光武帝）                      |
| 家族・一族     | 子：丁鴻 丁盛                                   |

新の王莽の時代には、丁綝は潁陽（潁川郡）の尉を勤めていた。劉秀（後の光武帝）が潁陽を攻撃してくると、潁陽の新軍は守備を固めて降らなかった。しかし丁綝が潁陽県宰を説得して、劉秀に降らせた。
劉秀はこれに喜び、丁綝を厚く賞して偏将軍に任命し、征伐に随従させた。次に、潁川郡掾を務めていた馮異が劉秀に捕えられると、丁綝は馮孝（馮異の従兄）・呂晏と共に馮異を登用するよう劉秀に推薦し、容れられた。
劉秀が河北に渡り、更始帝と袂を分つ頃、丁綝は郡国に檄を発し、また、先んじて敵地を攻略し、河南・陳留・潁川の21県を降した。
建武1年（25年）、光武帝が即位すると、丁綝は河南太守に任命された。この時に光武帝は、功臣たちに望む封土を言わせたところ、誰もが豊穣な県を望んだのに対し、丁綝は出身地の郷に封じられることを願った。ある人がなぜかを問うと、丁綝は孫叔敖の故事を引いた上で「私の功は微々たるもので、郷亭を得るだけでも手厚いです」と答えた。これにより、丁綝は定陵県の新安郷侯に封じられ、食邑5千石を与えられ、後に陵陽侯に転封された。